# يونس أتابا
يونس أتابا  (6 يناير 1976 المغرب) هو لاعب كرة قدم مغربي.

## روابط خارجية
- يونس أتابا على موقع قاعدة بيانات كرة القدم.إي يو (الإنجليزية)